# 6645 Arcetri
6645 Arcetri (1991 AR1) là một tiểu hành tinh vành đai chính được phát hiện ngày 11 tháng 1 năm 1991 bởi E. F. Helin ở Palomar.